# Бачинська Теофілія Йосипівна
Теофі́лія Йо́сипівна Бачи́нська (Лютомська; нар. 1837, Вільнюс, нині Литовська Республіка — пом. 17 січня 1906, Самбір, нині Львівська область)  — українська акторка, співачка, балерина. Дружина Омеляна Бачинського. 

## Життєпис
Народилася у Вільнюсі в сім'ї російського військовика, полковника, згодом управителя театру Йосипа Лютомського. Виступала в балеті в Любліні, на Поділлі й у Києві. Переїхала в 1864 р. з чоловіком О. Бачинським у Галичину, де разом з  ним заснувала театр товариства «Руська бесіда» у Львові (1864).
Створила сценічні образи українських жінок за творами І. Котляревського, Т. Шевченка, Г. Квітки-Основ'яненка. Перша в Галичині виконавиця ролі Галі у п'єсі «Назар Стодоля» Шевченка.
Померла 17 січня 1906 року в місті Самбір, нині Львівська область.